# Lanocira zeylanica
Lanocira zeylanica là một loài chân đều trong họ Corallanidae. Loài này được Stebbing miêu tả khoa học năm 1905.